# VLJ
VLJ är förkortning för Very Light Jet (mycket lätta jetflygplan) och är en flygplansklass för små jetflygplan gjorda ofta i moderna material som kolfiber, i huvudsak affärsjetplan. Oftast har den en eller två jetmotorer.